# I sette peccati di papà
I sette peccati di papà (J'avais sept filles) è un film del 1954 diretto da Jean Boyer.

## Trama
L'impresario di una piccola compagnia teatrale non ha più soldi per pagare i propri artisti, in tournée in un piccolo paese del sud. Le sette "bambine" si trovano in una situazione critica. Sanno che la loro attempata sarta Maria una volta ebbe una relazione con il conte André de Courvallon, un ricco gentiluomo che le diede un anello blasonato. Ora il conte vive in una bella villa assieme al figlio Edward, moralista e dedito all'entomologia, e al serissimo domestico. Indossando il gioiello Luisella decide di presentarsi al conte spacciandosi per sua figlia naturale, imitata dalle altre sei, che a loro volta arrivano con un anello simile. Il conte, galante e generoso, se la gode, ma quando il figlio ritorna a casa la faccenda si complica...

## Produzione
Si tratta di un remake del film Eravamo sette sorelle, diretto da Nunzio Malasomma nel 1937, tratto da una commedia di Aldo De Benedetti. Il film ha un carattere di commedia leggera con tratti di musical. Delia Scala e Paolo Stoppa recitano in francese e non vengono doppiati: la loro pronuncia italianeggiante si accorda coi due personaggi, di origine italiana.